# Megathous barrosi
Megathous barrosi é uma espécie de insetos coleópteros polífagos pertencente à família Elateridae.
A autoridade científica da espécie é Mequignon, tendo sido descrita no ano de 1932.
Trata-se de uma espécie presente no território português.